# Lidmyrtjärnen (Arvidsjaurs socken, Lappland)
Lidmyrtjärnen är en sjö i Arvidsjaurs kommun i Lappland och ingår i Skellefteälvens huvudavrinningsområde.